# Синхронная машина
Синхро́нная машина — это двухобмоточная электрическая машина переменного тока, одна из обмоток которой присоединена к электрической сети с постоянной частотой, а вторая — возбуждается постоянным током. При этом частота вращения ротора равна частоте вращения магнитного поля в воздушном зазоре. Синхронная машина обратима, и может работать как генератор и как электродвигатель.

## Устройство
Основными частями синхронной машины являются якорь и индуктор (обмотка возбуждения). Как правило, якорь располагается на статоре, а на отделённом от него зазором роторе находится индуктор — таким образом, по принципу действия синхронная машина представляет собой как бы «вывернутую наизнанку» машину постоянного тока, переменный ток для обмотки якоря которой не получается с помощью коллектора, а подводится извне.
Якорь представляет собой одну или несколько обмоток переменного тока. В двигателях токи, подаваемые в якорь, создают вращающееся магнитное поле, которое сцепляется с полем индуктора, и таким образом происходит преобразование энергии. Поле якоря оказывает воздействие на поле индуктора и называется поэтому также полем реакции якоря. В генераторах поле реакции якоря создаётся переменными токами, индуцируемыми в обмотке якоря от индуктора.
Индуктор состоит из полюсов — электромагнитов постоянного тока или постоянных магнитов (в микромашинах). Индукторы синхронных машин имеют две различные конструкции: явнополюсную или неявнополюсную. Явнополюсная машина отличается тем, что полюса ярко выражены и имеют конструкцию, схожую с полюсами машины постоянного тока. При не явнополюсной конструкции обмотка возбуждения укладывается в пазы сердечника индуктора, весьма похоже на обмотку роторов асинхронных машин с фазным ротором, с той лишь разницей, что между полюсами оставляется место, не заполненное проводниками (так называемый большой зуб). Неявнополюсные конструкции применяются в быстроходных машинах, чтобы уменьшить механическую нагрузку на полюса.
Для уменьшения магнитного сопротивления, то есть для улучшения прохождения магнитного потока, применяются ферромагнитные сердечники ротора и статора. В основном они представляют собой шихтованную (набранную из отдельных листов) конструкцию из электротехнической стали.

## Принцип действия
Как всякая электромашина (кроме гистерезисного двигателя), синхронная машина может работать в режимах двигателя и генератора.

### Генераторный режим
Обычно синхронные генераторы выполняют с силовыми обмотками, расположенными на статоре для удобства отвода электрической энергии. Поскольку мощность возбуждения невелика по сравнению с мощностью, снимаемой со статора (0,3...2%), подвод постоянного тока к обмотке возбуждения на якорь с помощью двух контактных колец не вызывает особых затруднений. Принцип действия синхронного генератора основан на явлении электромагнитной индукции: при вращении ротора магнитный поток, создаваемый обмоткой возбуждения, сцепляется поочерёдно с каждой из фаз обмотки статора, индуцируя в них ЭДС. В наиболее распространённом случае применения трёхфазной распределенной обмотки якоря в каждой из фаз, смещённых друг относительно друга на 120 градусов, индуцируется синусоидальная ЭДС. Соединяя фазы по стандартным схемам «треугольник» или «звезда», на выходе генератора получают трёхфазное напряжение, являющееся общепринятым стандартом для магистральных электросетей.
Частота индуцируемой ЭДС {\displaystyle f\,\!} [Гц] связана с частотой вращения ротора {\displaystyle n\,\!} [об/мин] соотношением:
{\displaystyle f={\frac {n\cdot p}{60}}},
где {\displaystyle p\,\!} — число пар полюсов.
Часто синхронные генераторы используют вместо коллекторных машин для генерации постоянного тока, подключая их обмотки якоря к трёхфазным выпрямителям — на тепловозах (например, ТЭП70, 2ТЭ116), автомобилях, летательных аппаратах. Это сделано из-за намного больших надёжности и межремонтного ресурса синхронных машин.

### Двигательный режим
Принцип действия синхронного двигателя основан на взаимодействии вращающегося магнитного поля якоря и  магнитного поля полюсов индуктора. Обычно якорь расположен на статоре, а индуктор — на роторе. В мощных двигателях в качестве полюсов используются электромагниты (ток на ротор подаётся через скользящий контакт щётка-кольцо), в маломощных, к примеру, в двигателях жёстких дисков — постоянные магниты. Существует обращённая конструкция двигателей, в которой якорь расположен на роторе, а индуктор — на статоре (в устаревших двигателях, а также в современных криогенных синхронных машинах, в которых в обмотках возбуждения используются сверхпроводники).
Запуск двигателя. Двигатель требует разгона до частоты, близкой к частоте вращения магнитного поля в зазоре, прежде чем сможет работать в синхронном режиме. При такой скорости вращающееся магнитное поле якоря сцепляется с магнитными полями полюсов индуктора: если индуктор расположен на статоре, то получается, что вращающееся магнитное поле вращающегося якоря (ротора) неподвижно относительно постоянного поля индуктора (статора), если индуктор на роторе, то магнитное поле вращающихся полюсов индуктора (ротора) неподвижно относительно вращающегося магнитного поля якоря (статора) — это явление называется «вход в синхронизм».
Для разгона обычно используется асинхронный режим, при котором обмотки индуктора замыкаются через реостат или накоротко как в асинхронной машине, для такого режима запуска в машинах на роторе делается короткозамкнутая обмотка, которая также выполняет роль успокоительной обмотки, устраняющей "раскачивание" ротора при синхронизации. После выхода на скорость, близкую к номинальной (> 95% — так называемая подсинхронная скорость), индуктор запитывают постоянным током.
В двигателях с постоянными магнитами применяется внешний разгонный двигатель либо частотно-регулируемый пуск, также частотное регулирование применяют на всех типах СД в рабочем режиме — например, на тяговых двигателях скоростного электропоезда TGV. Двигатели старых электропроигрывателей требовали ручного пуска — прокрутки пластинки рукой, позже в проигрывателях стали применяться асинхронные двигатели.
Иногда на валу крупных машин ставят небольшой генератор (постоянного тока или переменного тока с выпрямлением), т.н. возбудитель, который питает обмотку возбуждения. В некоторых случаях (например, на тепловозах) возбудитель установлен отдельно и приводится через повышающий редуктор.
Частота вращения ротора {\displaystyle n\,\!} [об/мин] остаётся неизменной, жёстко связанной с частотой сети {\displaystyle f\,\!} [Гц] соотношением:
{\displaystyle n={\frac {60f}{p}}},
где {\displaystyle p\,\!} — число пар полюсов статора, в зависимости от нагрузки машины меняется лишь угол нагрузки (угол тета) — электрический угол отставания или опережения поля возбуждения по отношению к полю якоря. При угле нагрузки более 90 электрических градусов машина выпадает из синхронизма — останавливается, если вал перегружен тормозным моментом, либо уходит на повышенные обороты, если машина работает в режиме генератора и недогружена электрической нагрузкой.
Синхронные двигатели при изменении возбуждения меняют косинус фи с ёмкостного на индуктивный. Перевозбуждённые СД на холостом ходу применяют в качестве компенсаторов реактивной мощности. Синхронные двигатели в промышленности обычно применяют при единичных мощностях свыше 300 кВт (воздуходувки, водоперекачивающие и нефтеперекачивающие насосы), к примеру, типа СТД, при меньших мощностях обычно применяется более простой (и надёжный), в том числе в запуске, асинхронный двигатель с короткозамкнутым ротором.

## Разновидности синхронных машин
Гидрогенератор — явнополюсный синхронный генератор, предназначенный для выработки электрической энергии в работе от гидравлической турбины (при низких скоростях вращения, 50 — 600 мин–1).
Турбогенератор — неявнополюсный синхронный генератор, предназначенный для выработки электрической энергии в работе от паровой или газовой турбины при высоких скоростях вращения ротора — 6000 (редко), 3000, 1500 об/мин.
Синхронный компенсатор — синхронный двигатель, предназначенный для выработки реактивной мощности, работающий без нагрузки на валу (в режиме холостого хода); при этом по обмотке якоря проходит практически только реактивный ток. Синхронный компенсатор может работать в режиме улучшения коэффициента мощности или в режиме стабилизации напряжения. Дает индуктивную нагрузку.
Машина двойного питания (в частности АСМ) — синхронная машина с питанием обмоток ротора и статора токами разной частоты, за счёт чего создаются несинхронные режимы работы.
Ударный генератор — синхронный генератор (как правило, трёхфазного тока), предназначенный для кратковременной работы в режиме короткого замыкания (КЗ).
Сельсин — маломощная синхронная машина, используемая как датчик угла поворота либо в паре с другим сельсином для передачи угла поворота без прямой механической связи.
Также существуют безредукторные, шаговые, индукторные, гистерезисные, бесконтактные синхронные двигатели.

### Бесконтактная синхронная машина
В классической синхронной машине имеется слабое место — контактные кольца со щётками, изнашивающиеся быстрее других частей машины из-за электроэрозии и простого механического износа. Кроме того, искрение щёток может стать причиной взрыва. Поэтому сначала в авиации, а позже и в других областях (в частности, на автономных дизель-генераторах) получили распространение бесконтактные трёхмашинные синхронные генераторы. В корпусе такого агрегата размещены три машины — подвозбудитель, возбудитель и генератор, их роторы вращаются на общем валу. Подвозбудитель — синхронный генератор с возбуждением от вращающихся на роторе постоянных магнитов, его напряжение подаётся в блок управления генератором, где выпрямляется, регулируется и подаётся в обмотку статора возбудителя. Поле статора наводит в обмотке возбудителя ток, выпрямляемый размещённым на валу блоком вращающихся выпрямителей (БВВ) и идущий в обмотку возбуждения генератора. Генератор уже вырабатывает ток, идущий к потребителям.
Такая схема обеспечивает как отсутствие иных механических частей в двигателе, кроме подшипников, так и автономность работы генератора — всё время, пока генератор вращается, подвозбудитель даёт напряжение, которое может быть использовано для питания цепей управления генератором.